# Phoebus (lichen)
Pour les articles homonymes, voir Phoebus.
Genre
Phoebus est un genre de lichens de la famille des Roccellaceae. 

## Liste d'espèces
Selon BioLib (6 août 2017), Catalogue of Life (6 août 2017) et Index Fungorum (6 août 2017) :
- Phoebus hydrophobius R.C. Harris & Ladd 2007